# 광주수피아여자고등학교
광주수피아여자고등학교(光州須皮亞女子高等學校)는 대한민국 광주광역시 남구 양림동에 위치한 사립 고등학교이다.

## 학교 연혁
- 1908년 4월 1일 : 미국 남장로교 배유지 목사(Rev. Eugene Bell)가 광주여학교 설립, 초대 교장 엄언라 선교사(Miss Ella I. Graham) 취임
- 1911년 9월 1일 : 미국의 스턴스 부인(Mrs. M. L. Sterns)이 세상을 떠난 여동생을 추모하기 위해 희사한 5천 달러로 회색 벽돌로 된 지하 1층, 지상 2층의 수피아홀(Speer Hall) 준공, 교명을 [Jennie Speer Memorial School for Girls](당시 학생 68명)로 정하고 이를 줄여 [스피어여학교], 한자로는 [須彼亞女學校]를 사용하다 한자 발음을 따라 쓴 [수피아여학교]를 1937년 폐교 때까지 사용
- 1927년 11월 30일 : 미국남장로교의 윈스보로 여사(Mrs. Winsborough)가 시작한 부인조력회에서 보낸 회원들의 생일헌금 58,875달러로 붉은 벽돌로 된 지하 1층, 지상 2층의 윈스보로홀(Winsborouch Hall) 준공 1928년 4월 1일 체육관(채플, 농구, 체조, 무용을 위한 장소로 사용, 現 소강당) 준공
- 1929년 11월 3일 : 광주학생독립운동에 참여
- 1937년 9월 6일 : 일제가 강요한 신사참배를 거부하고 자진 폐교
- 1945년 12월 5일 : 조국의 광복과 더불어 동창회의 눈부신 활동으로 복교, 제6대 교장 김필례 선생 취임
- 1946년 4월 8일 : 재단법인 대한예수교장로회 전남노회유지재단을 설립자로 6년제 초급여자중학교 인가(수피아여자중학교) 교가 제정(이은상 작사, 박태준 작곡)
- 1951년 8월 31일 : 교육법 개정으로 새롭게 3년제 광주수피아여자중학교와 3년제 광주수피아여자고등학교로 개편 병설
- 1953년 3월 17일 : 신학제 고등학교 제1회 졸업식(졸업생 10명)
- 1962년 10월 4일 : 학교 설립자를 미국남장로교 한국선교부로부터 분리하여 재단법인 호남기독학원으로 조직 변경하여 문교부장관의 승인 취득
- 1964년 3월 31일 : 사립학교법 개정으로 재단법인 호남기독학원을 학교법인 호남기독학원으로 변경(현재 광주, 목포, 순천, 전주의 11개 학교로 구성)
- 1964년 7월 : 고등학교 본관 준공(1~2층 12개 교실) 1차 증축 66년 4월(2층) 2차 증축 67년 12월(3층) 3차 증축 84년 1월(4층)
- 1974년 10월 26일 : 동창회의 모금으로 유화례기념도서관 준공
- 1994년 5월 10일 : 수피아 대강당(지하 강당, 지상 체육관 건평 767평) 준공
- 2023년 2월 15일 : 고교학점제 공간조성(홈베이스 구축)
- 2023년 9월 1일 : 제23대 교장 정지준 선생 취임
- 2024년 12월 31일 : 고등학교 제73회 졸업식(졸업생 206명) 총 졸업생 27,418명(1953~2025)

## 참고 자료
- 광주수피아여자고등학교 - 한국교육학술정보원 학교알리미